# Luis Larraín Stieb
Luis Alberto Larraín Stieb (Santiago, 30 de diciembre de 1980-Santiago, 17 de noviembre de 2023) fue un ingeniero civil y activista por los derechos LGBT chileno. Fue presidente de la Fundación Iguales entre 2013 y 2017.

## Familia y estudios
Hijo del economista Luis Larraín Arroyo y de Mónica Stieb. A los 23 años reconoció públicamente su homosexualidad.
Larraín estudió ingeniería civil en la Pontificia Universidad Católica de Chile (PUC) y una maestría en relaciones internacionales en el Instituto de Estudios Políticos de París (Sciences Po). Anteriormente, también fue modelo en la agencia Elite y estudió Teatro en la PUC, sin completar los estudios en dicha carrera.

## Vida pública

### Activista LGBT
En julio de 2013, sucedió al escritor Pablo Simonetti como presidente de la Fundación Iguales, una organización de defensa de los derechos LGBT en Chile. Entre las primeras acciones de Larraín al mando de Iguales fue la fundación, junto a otras organizaciones de defensa de los derechos de minorías sexuales, del Frente de la Diversidad Sexual, como parte de una mesa de trabajo propuesta por la entonces candidata presidencial Michelle Bachelet, continuando con su actividad en los años posteriores.
A pesar de experimentar dos trasplantes de riñón —uno en 2010 y otro en 2013 luego que el riñón trasplantado fallara—, como presidente de la fundación, Larraín se convirtió en uno de los principales defensores para conseguir la aprobación de una ley de unión civil en un Chile notoriamente conservador. Desde el 22 de octubre de 2015, parejas del mismo sexo y familias homoparentales tienen las mismas protecciones legales que un matrimonio de distinto sexo dentro de una unión civil, con excepción de los derechos de adopción y el título de matrimonio. La Fundación Iguales también promueve el diálogo y la cooperación con grupos de mujeres y pueblos originarios. En septiembre y octubre de ese mismo año realizó la primera encuesta nacional sobre diversidad sexual en el trabajo.
En noviembre de 2015 fue elegido entre las 50 principales figuras mundiales de diversidad en la vida pública según Global Diversity List de la revista The Economist por su impacto en la diversidad. Durante su gestión en la fundación, lideró las acciones judiciales contra el hostigamiento y acoso recibido por parte del pastor Javier Soto —quien también realizó acciones similares contra el Movimiento de Integración y Liberación Homosexual—, y la denuncia contra periodistas por el uso incorrecto o vejatorio de terminología referida a identidad sexual. En marzo de 2017 dejó la presidencia de Iguales, siendo sucedido por Juan Enrique Pi.

### Carrera política
En 2009 adquirió notoriedad luego de aparecer en la franja de propaganda televisiva correspondiente al día 21 de noviembre del entonces candidato presidencial de derecha Sebastián Piñera, para la elección de 2009, en donde aparecía de la mano con otro hombre y defendiendo el proyecto de «Acuerdo de Vida en Pareja» (unión civil) propuesto por Piñera.
El 12 de marzo de 2017, anunció su candidatura a diputado en la elección parlamentaria de diciembre de ese año por el distrito n° 10 (correspondiente a las comunas de Santiago, Providencia, La Granja, Macul, Ñuñoa y San Joaquín), apoyado por el partido Ciudadanos y la coalición Sumemos. Sin embargo, al momento de presentar las candidaturas parlamentarias, fue inscrito como independiente apoyado por Evolución Política dentro del pacto Chile Vamos. En la elección obtuvo 8303 votos, correspondientes al 1,90 % del total, no siendo elegido.

## Fallecimiento
Larraín anunció en enero de 2023 que estaba aquejado por un cáncer a la sangre producto de un linfoma no Hodgkin, condición que fue empeorando durante el año. Falleció el 17 de noviembre de 2023, a los 42 años. Sus familiares publicaron un video en sus redes sociales donde Larraín expuso una última explicación de su estado de salud antes de morir: 
Les he ido contando mi proceso de tratamiento del cáncer. Estaba esperando este tercer tratamiento que llegara a Chile, ya llegó. Me aplicaron las primeras tres dosis y lamentablemente no dio resultados (...) En vista de que no hay más tratamientos disponibles y pensando en mi calidad de vida, conversando mucho con mi familia y amigos, decidí que me seden para pasar este último momento en paz, sin sentir los efectos del cáncer destruyendo mi cuerpo (...) Quería decir adiós a todo, gracias por estar pendiente de lo que me pasaba, y ojalá que sigan adelante con su lucha, ya sea en la salud, en la diversidad sexual o en el ámbito que sea. 

## Historial electoral

### Elecciones parlamentarias de 2017
- Elecciones parlamentarias de 2017, candidato a diputado por el distrito 10 (La Granja, Macul, Ñuñoa, Providencia, San Joaquín y Santiago)[21]

| Candidato                    | Pacto                        | Partido  | Votos   | %    | Resultado |
| ---------------------------- | ---------------------------- | -------- | ------- | ---- | --------- |
| Giorgio Jackson Drago        | Frente Amplio                | RD       | 103 337 | 23,7 | Diputado  |
| Marcela Sabat Fernández      | Chile Vamos                  | RN       | 54 573  | 12,5 | Diputada  |
| Luciano Cruz-Coke Carvallo   | Chile Vamos                  | EVO      | 38 105  | 8,7  | Diputado  |
| Jorge Alessandri Vergara     | Chile Vamos                  | UDI      | 30 820  | 7,1  | Diputado  |
| Maya Fernández Allende       | La Fuerza de la Mayoría      | PS       | 28 377  | 6,5  | Diputada  |
| Alberto Mayol Miranda        | Frente Amplio                | Ind.-PI  | 25 320  | 5,8  |           |
| Claudio Arriagada Macaya     | Convergencia Democrática     | DC       | 18 020  | 4,1  |           |
| Ramón Farías Ponce           | La Fuerza de la Mayoría      | PPD      | 14 235  | 3,3  |           |
| Julio Isamit Díaz            | Chile Vamos                  | Ind.-UDI | 10 675  | 2,5  |           |
| Sebastián Torrealba Alvarado | Chile Vamos                  | RN       | 10 196  | 2,3  | Diputado  |
| Luis Larraín Stieb           | Chile Vamos                  | Ind.-EVO | 8303    | 1,9  |           |
| Carolina Lavin Aliaga        | Chile Vamos                  | UDI      | 7968    | 1,9  |           |
| Dauno Tótoro Navarro         | Independiente fuera de pacto | Ind.     | 7549    | 1,7  |           |
| Julia Urquieta Olivares      | La Fuerza de la Mayoría      | PCCh     | 6456    | 1,5  |           |
| Rosa Oyarce Suazo            | Chile Vamos                  | RN       | 6107    | 1,4  |           |
| Javiera Olivares Mardones    | La Fuerza de la Mayoría      | PCCh     | 6027    | 1,4  |           |
| Francisco Figueroa Cerda     | Frente Amplio                | PEV      | 5790    | 1,3  |           |
| Gonzalo Winter Etcheberry    | Frente Amplio                | RD       | 5238    | 1,2  | Diputado  |
| Nicolás Muñoz Montes         | Convergencia Democrática     | DC       | 5077    | 1,2  |           |
| Natalia Castillo Muñoz       | Frente Amplio                | RD       | 4442    | 1,0  | Diputada  |